# The Lox
The Lox is een Amerikaanse hiphopgroep uit Yonkers, New York.

## Geschiedenis
De groep is in 1994 opgericht door de rappers Jadakiss, Styles P en Sheek Louch.
Ze waren getekend bij Sean Combs' Bad Boy Records in 1995, voordat ze in 1998 bij Ruff Ryders Entertainment kwamen. In 2001 na de verschijning van hun tweede album hebben zij hun eigen muzieklabel opgericht, D-Block Records. De president van het label is Supa Mario.

## Leden
| Artiesten   | Beschrijving |
| ----------- | --- |
| Jadakiss    | Een van de originele oprichters van The L.O.X., Jadakiss heeft zijn weg omhoog gewerkt van een battle rapper naar een mainstream artiest. Hij was ontdekt samen met Sheek Louch and Styles P door Mary J. Blige, die ze weer heeft voorgesteld aan Sean Combs(voordat hij P.Diddy werd); later hadden ze getekend bij Bad Boy Records als The L.O.X.. Jadakiss heeft twee soloalbums uitgebracht: Kiss Tha Game Goodbye in 2001 en Kiss of Death in 2004. |
| Sheek Louch | Is ook een van de leden van The L.O.X., Sheek Louch is een Yonkers geboren rapper die drie soloalbums heeft uitgebracht: Walk Witt Me in 2003, After Taxes in 2005, en het meest recente, Silverback Gorilla in 2008. |
| Styles P    | De laatste van de drie originele leden van The L.O.X., Styles P heeft ook drie soloalbums uitgebracht. Zijn debuut, A Gangster and a Gentleman, kwam uit in 2002. Styles' tweede album, Time Is Money, was uitgekomen in december 2006 met een vertraging van meer dan twee jaar. Zijn derde en meeste recente album, "Super Gangster, Extraordinary Gentleman", werd in 2007 uitgebracht.                                                                |

## Discografie
Albums
- Money, Power & Respect (1998)
- We Are the Streets (2000)
- Filthy America... It's Beautiful (2016)